# Hidròxid de bari
L'hidròxid de bari és un compost químic inorgànic iònic format per cations bari(2+), {\displaystyle {\ce {Ba^2+}}}, i anions hidròxid, {\displaystyle {\ce {OH^-}}}, un hidròxid de fórmula {\displaystyle {\ce {Ba(OH)2}}}. És un sòlid blanc que cristal·litza en la forma octohidratada, {\displaystyle {\ce {Ba(OH)2\cdot 8H2O}}}. S'utilitza en anàlisi química per a la valoració d'àcids febles, particularment àcids orgànics.

## Propietats
L'hidròxid de bari es presenta en forma de cristalls incolors o blancs. Pots trobar-se en forma anhidre, {\displaystyle {\ce {Ba(OH)2}}}, en forma de monohidrat, {\displaystyle {\ce {Ba(OH)2 . H2O}}}, i en forma octahidratada, {\displaystyle {\ce {Ba(OH)2 . 8H2O}}}, totes elles amb cristalls blancs. No fa olor i és soluble en aigua. És estable en condicions ordinàries d'ús i emmagatzematge. És incompatible amb àcids, oxidants, i amb goma clorada. Corroeix els metalls com el zinc. És molt alcalí i ràpidament absorbeix el diòxid de carboni present en l'aire transformant-se en carbonat de bari insoluble en aigua.
Si s'escalfa a uns 410 °C es descompon en òxid de bari i aigua:
{\displaystyle {\ce {Ba(OH)2\;->[410\,^{\circ }C]BaO\;+\;H2O}}}

## Preparació
L'hidròxid de bari s'obté majoritàriament dissolent òxid de bari, {\displaystyle {\ce {BaO}}}, en aigua:
{\displaystyle {\ce {BaO + 9H2O -> Ba(OH)2 . 8H2O}}}Pot transformar-se en el monohidrat per escalfament en aire.
Un altre mètode de preparació és per mitjà de la reacció del nitrat de bari, {\displaystyle {\ce {Ba(NO3)2}}}, i l'hidròxid de sodi, {\displaystyle {\ce {NaOH}}}:
{\displaystyle {\ce {Ba(NO3)2 + 2NaOH -> Ba(OH)2 + 2NaNO3}}}Per cristal·litzar-lo s'ha d'evaporar l'aigua i afegir-hi etanol.
Si s'escalfa l'octahidrat es descompon a uns 78 °C donant el monohidrat:
{\displaystyle {\ce {Ba(OH)2\cdot 8H2O\;->[78\,^{\circ }C]Ba(OH)2\cdot H2O\;+\;7H2O}}}
Si se segueix escalfant a 375 °C dona el compost anhidre:
{\displaystyle {\ce {Ba(OH)2\cdot H2O\;->[375\,^{\circ }C]Ba(OH)2\;+\;H2O}}}

## Aplicacions

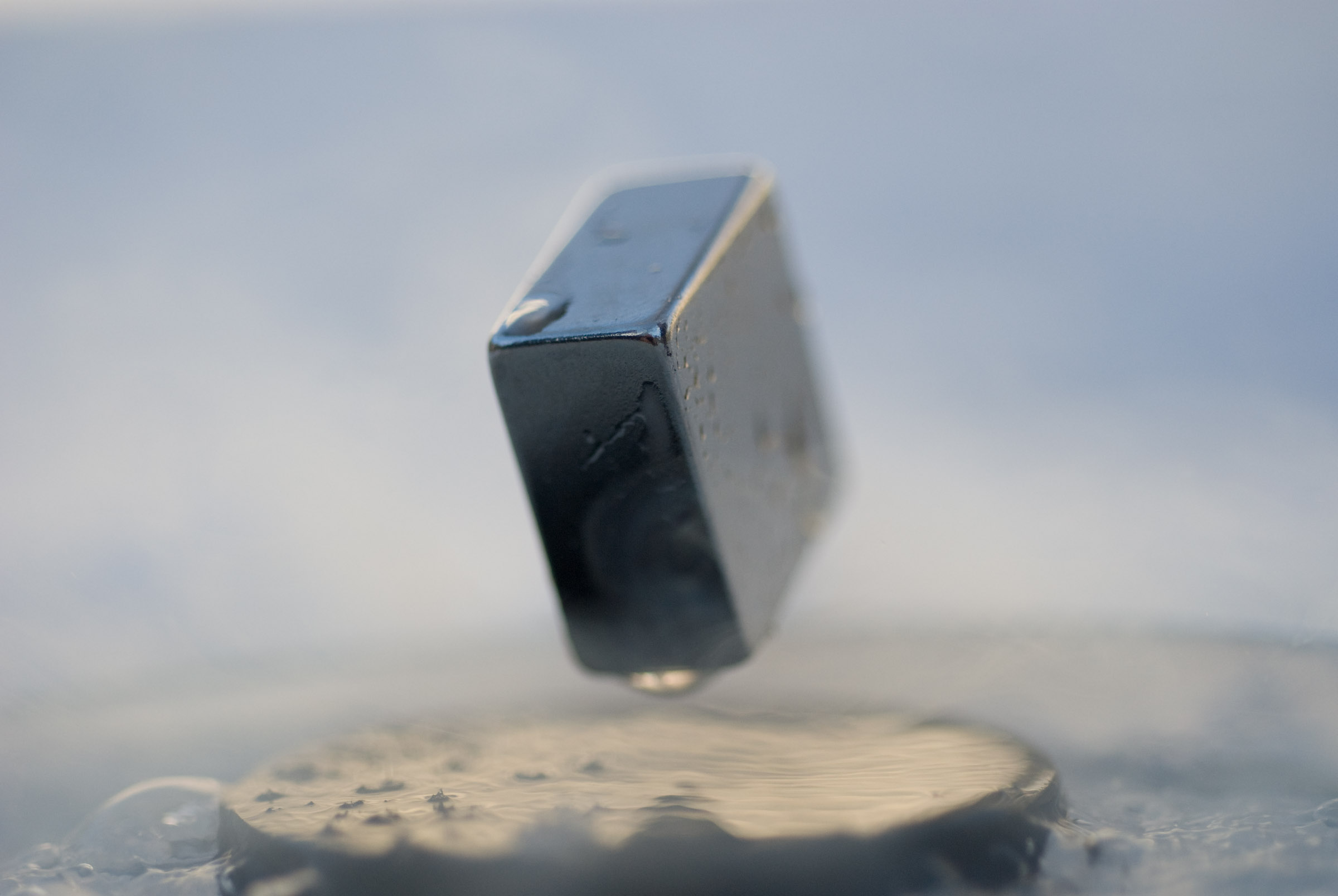
Levitació d'un imant damunt del superconductor YBa2Cu3O_{7-x} refredat a -196 °C

S'empra en química analítica en les valoracions d'àcids inorgànics febles. Aquestes valoracions s'han de fer en absència de carbonats, {\displaystyle {\ce {CO3^2-}}}, ja que en cas de ser-hi precipita carbonat de bari, {\displaystyle {\ce {BaCO3}}}, enterbolint la dissolució. En síntesi orgànica s'empra com una base forta en la hidròlisi d'èsters i nitrils. En la indústria química es fa servir com additiu en la producció de termoplàstics com ara les resines fenòliques, raió i PVC. També com additiu de lubricants i greixos, en la producció de sucre, en la fabricació de sabons, i altres.
Destaca actualment el seu ús en l'obtenció de superconductors d'alta temperatura, com ara el {\displaystyle {\ce {YBa2Cu3O_{7-x}}}}. Es mesclen en proporcions estequiomètriques nitrat de coure(II), {\displaystyle {\ce {Cu(NO3)2}}}, nitrat d'itri, {\displaystyle {\ce {Y(NO3)3}}}, i hidròxid de bari i s'escalfa la mescla en aire mitjançant un bec Bunsen.